# Хулапов, Данила Юрьевич
Данила Юрьевич Хулапов (род. 30 января 2001) — российский хоккеист, защитник.
Воспитанник ЦСКА. С сезона 2018/19 начал играть в МХЛ за команду «Красная армия». С сезона 2020/21 — игрок «Звезды» в ВХЛ. 20 февраля 2021 года в домашнем матче с рижским «Динамо» (1:4) дебютировал за ЦСКА в КХЛ.